# 代州
代州，中国隋朝时设置的州。
北周置肆州。隋朝开皇五年（585年），改为代州。大业初年改为雁门郡。唐朝天宝初年改雁门郡，乾元初年，复为代州。土贡：蜜、青碌彩、麝香、豹尾、白雕羽。户二万一千二百八十，口十万三百五十。下辖五县：雁门县、五台县、繁畤县、崞县、唐林县。
清朝雍正二年（1724年），升为代州直隶州，属山西布政使司。民国元年（1912年），为代县。
| 唐朝代州辖县 | 唐朝代州辖县                                         |
| ------------ | ---------------------------------------------------- |
| 618年        | 雁门县、繁畤县、五台县、崞县                         |
| 619年        | 雁门县、繁畤县、五台县、崞县（新设灵丘县，改属蔚州） |
| 638年        | 雁门县、繁畤县、五台县、崞县（怀化县来属）           |
| 640年        | 雁门县、繁畤县、五台县、崞县（废除怀化县）           |
| 695年        | 雁门县、繁畤县、五台县、崞县（新设武延县）           |
| 699年        | 雁门县、繁畤县、五台县、崞县、武延县                 |
| 710年        | 雁门县、繁畤县、五台县、崞县、武延县（改为唐林县）   |

## 刺史
| 唐朝代州刺史 - 李大恩（621年—622年） - 王孝德（武德年间） - 蔺謩（625年—626年） - 张公谨（627年—629年） - 张俭（630年） - 苑孝文（贞观年间） - 刘兰（642年—643年） - 张玄弼（643年—644年） - 薛万彻（645年—646年） - 豆卢宽（贞观末年） - 郑仁泰（唐高宗前期） - 刘文器（653年） - 高真行（668年—669年） - 蔺仁基（唐高宗时） - 李大志（唐高宗时） - 窦怀悊（680年） - 薛仁贵（682年—683年） - 张从质（武周时） - 娄某（693年） - 狄仁杰（武周时） - 何彦先（武周时） - 杨思齐（武周末年） - 李行褒（武周、唐中宗时） - 杨思齐（705年—707年） - 曲巽（唐中宗时） - 崔较（720年） - 王无择（开元年间） - 史权（开元年间） - 段崇简（731年） - 王忠嗣（733年） - 杜希望（738年之前） - 王忠嗣（740年—741年） - 田仁琬（741年—742年） - 雁门郡太守 | - 辛云京（759年—762年） - 张光晟（762年—779年） - 李自良（779年） - 马旴（建中年间） - 辛云晁（建中年间） - 元韶（795年—798年） - 韩思乂（贞元、元和年间） - 李光进（809年—810年） - 李光颜（810年—811年） - 韩重华（817年—820年） - 李全略（820年—821年） - 李逵（长庆年间） - 元公度（大和年间） - 张元益（838年） - 卢籍（858年） - 康传圭（878年—879年） - 朱玫（879年—881年） - 李克用（881年—883年） - 李国昌（883年—887年） - 王荀息（888年之前） - 李克柔（唐昭宗初年） - 傅瑶（乾宁年间） - 李嗣本（898年） - 韩逵（唐昭宗时） - 周德威（906年—907年） - 韦鲲 |